# Paleovirologie
Paleovirologie je obor virologie, který se zabývá studiem dávných vyhynulých virů, tzv. paleovirů, a jejich účinků na své hostitele.
Existenci paleovirů lze odvodit ze zbytků v hostitelských genomech (například zmrzlá těla živočichů v permafrostu), případně ze selekčních tlaků na hostitelské geny. Až přibližně 8 % lidského genomu je tvořeno DNA retrovirového původu, přičemž se předpokládá, že každá z minimálně 31 rodin endogenních retrovirů nalezených v lidském genomu se vyvinula z paleovirů, které se v minulosti přenesly na předky moderních lidí (nejstarší z nich se měly přenést už před milionem let). Kromě endogenních retrovirů paleovirologie zkoumá i další, méně obvyklé viry, které nezanechaly žádné vlastní kopie.
Výzkum paleovirů probíhá například na ruské Sibiři, odkud se v minulosti podařilo také „oživit“ 30 000 let starý virus Pithovirus sibericum, jenž se po rozmrazení stal opětovně infekčním.